# Houlton
Houlton, kommun (town) i Aroostook County i delstaten Maine, USA vid Kanadas gräns. Houlton är administrativ huvudort (county seat) i Aroostook County. Kommunen har 6 476 invånare (2000).  Den har enligt United States Census Bureau en area på 95,2 km².